# Helmkleinod

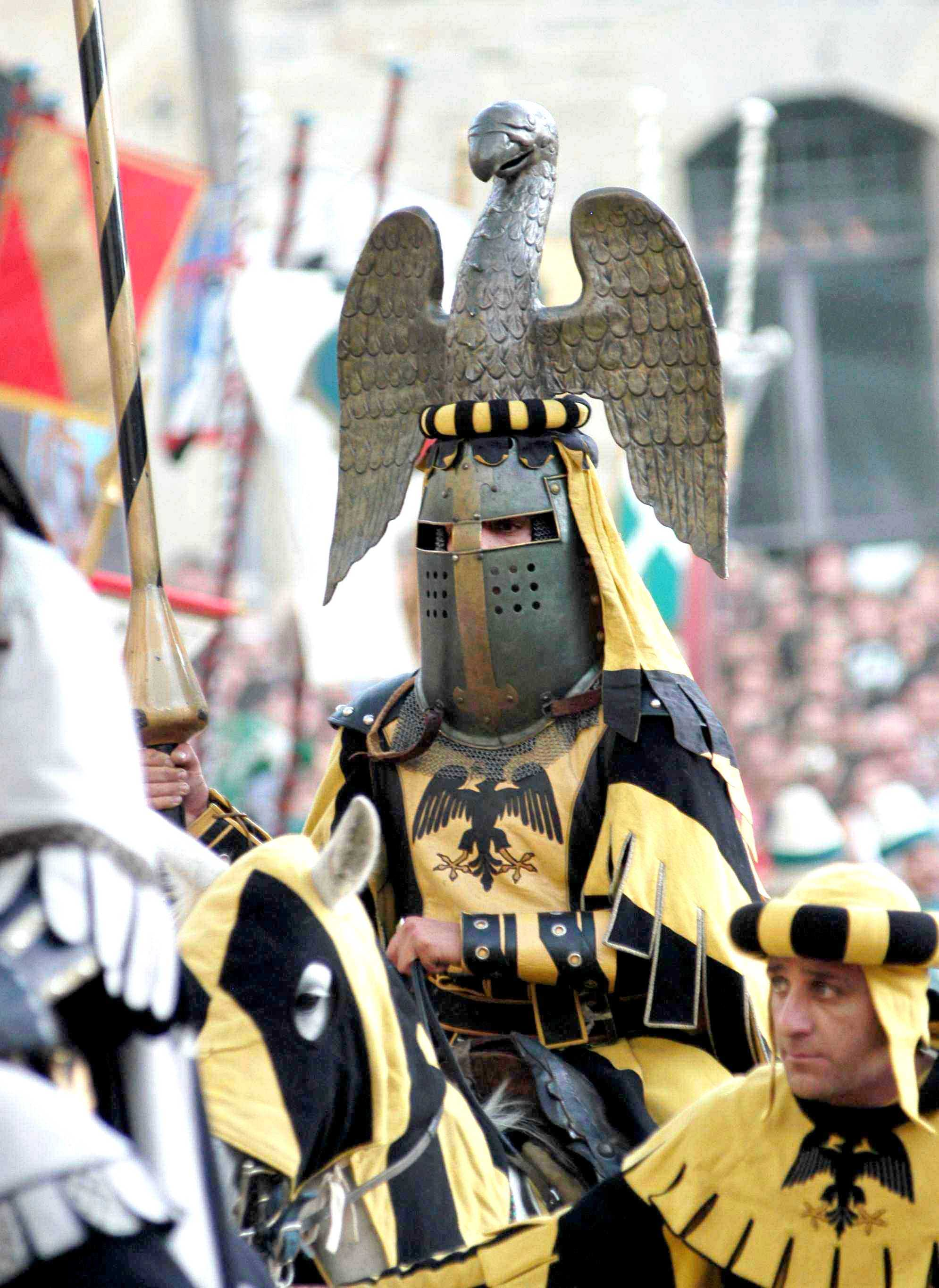
Nachgebildeter Topfhelm mit wachsendem Adler als Helmzier

Ein Helmkleinod (auch Helmzier, Cimir, Zimier oder Clainot) ist ein aufgesteckter Zieraufsatz für Helme, der von Rittern getragen wurde. Es wurde zu einem wichtigen Gestaltungselement in der Wappenkunst.

## Helmzier als Teil einer Rüstung

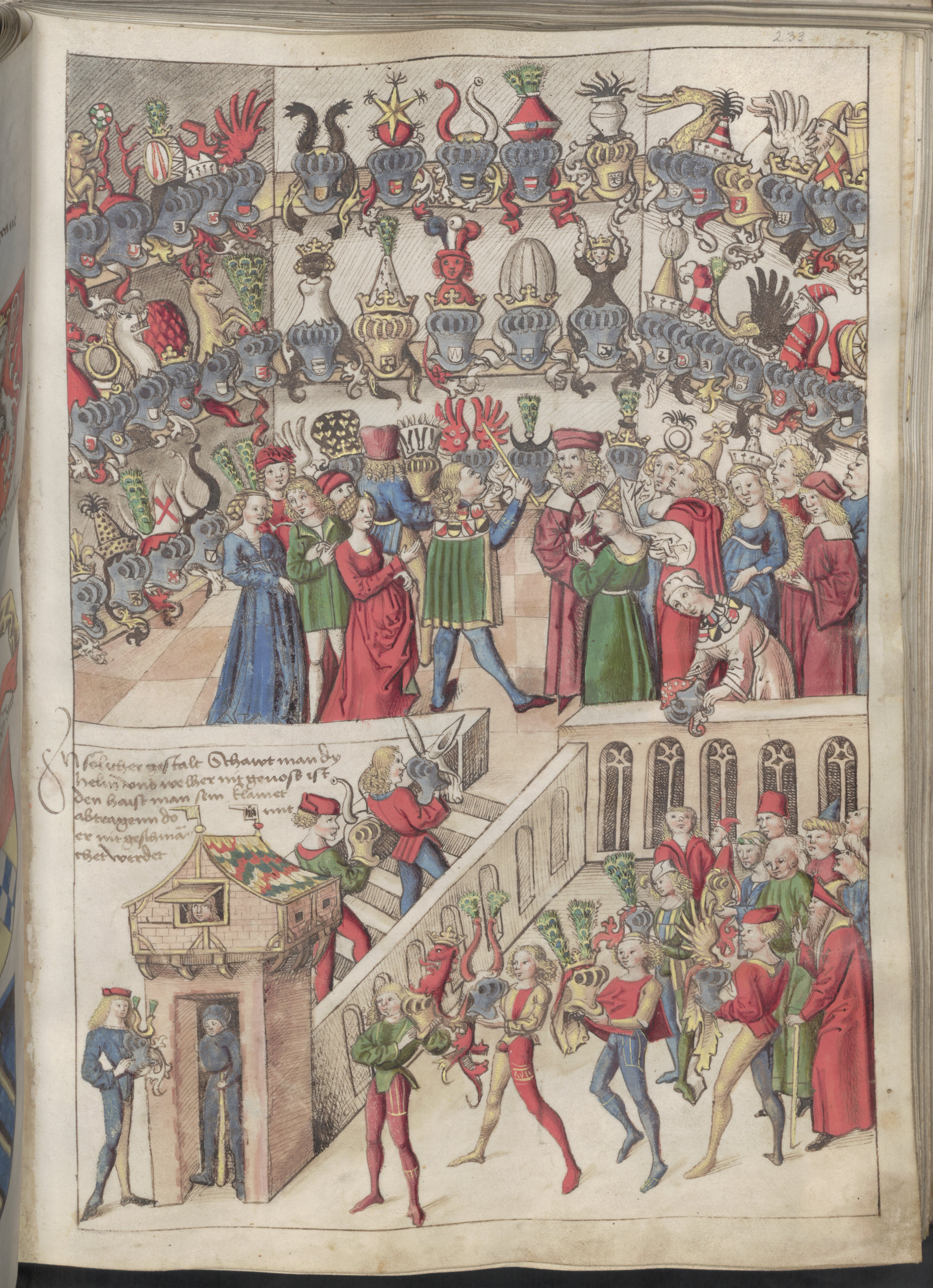
Wappenschau: Herolde zeigen die blasonierten Helmziere der Turniergesellschaft Grünenbergs Wappenbuch. 1483

Zierrat und Kleinodien sind seit dem frühen 13. Jahrhundert nachgewiesen und dienten wohl ursprünglich der besseren Erkennung der Ritter im Schlachtgetümmel, hatten also heraldische Funktionen. So wiederholte die Helmzier ursprünglich das Schildwappen (waren also gleich tingiert), dann kamen aber zusätzliche Attribute hinzu, die dieses ergänzten oder etwa den Rang anzeigten. In der zweiten Hälfte des 14. Jahrhunderts wurden die Zimiere fantasievoller und waren oft frei erfunden. Sie sollten beim Turnier im Kampf abgehauen werden. Diese Helmzierden wurden aus Holz- und Drahtgestellen, Pappmaché und Naturmaterialien wie Stoffen und Tierteilen gefertigt. Sie waren am Helm oben montiert oder mützenartig darübergezogen. Meist waren es figürliche Darstellungen von Menschen, Pflanzen, Tieren, Flügeln, Hörnern oder Gegenständen. Diese bildlichen Elemente werden zusammenfassend mit dem heraldischen Fachbegriff Gemeine Figur bezeichnet. 

Helmzierden und -kleinodien
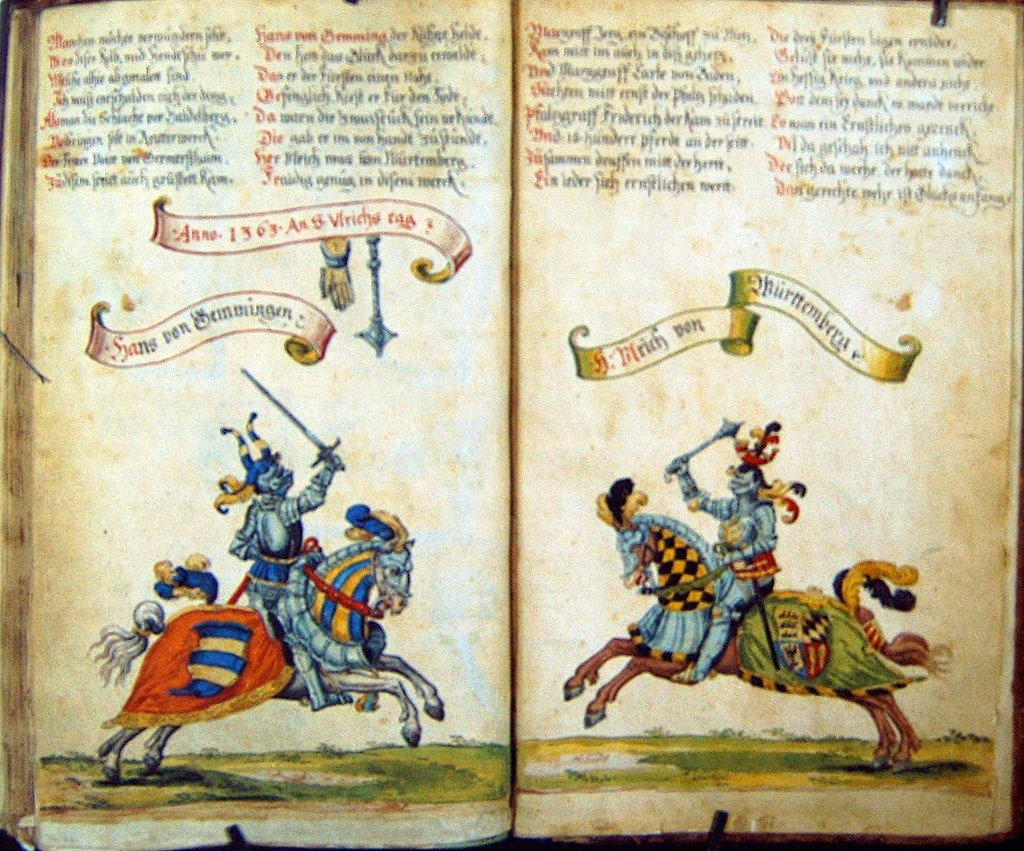
Zwei Ritter mit Helmzier im Zweikampf. Besonders schön herausgearbeitet der heraldische Zweck
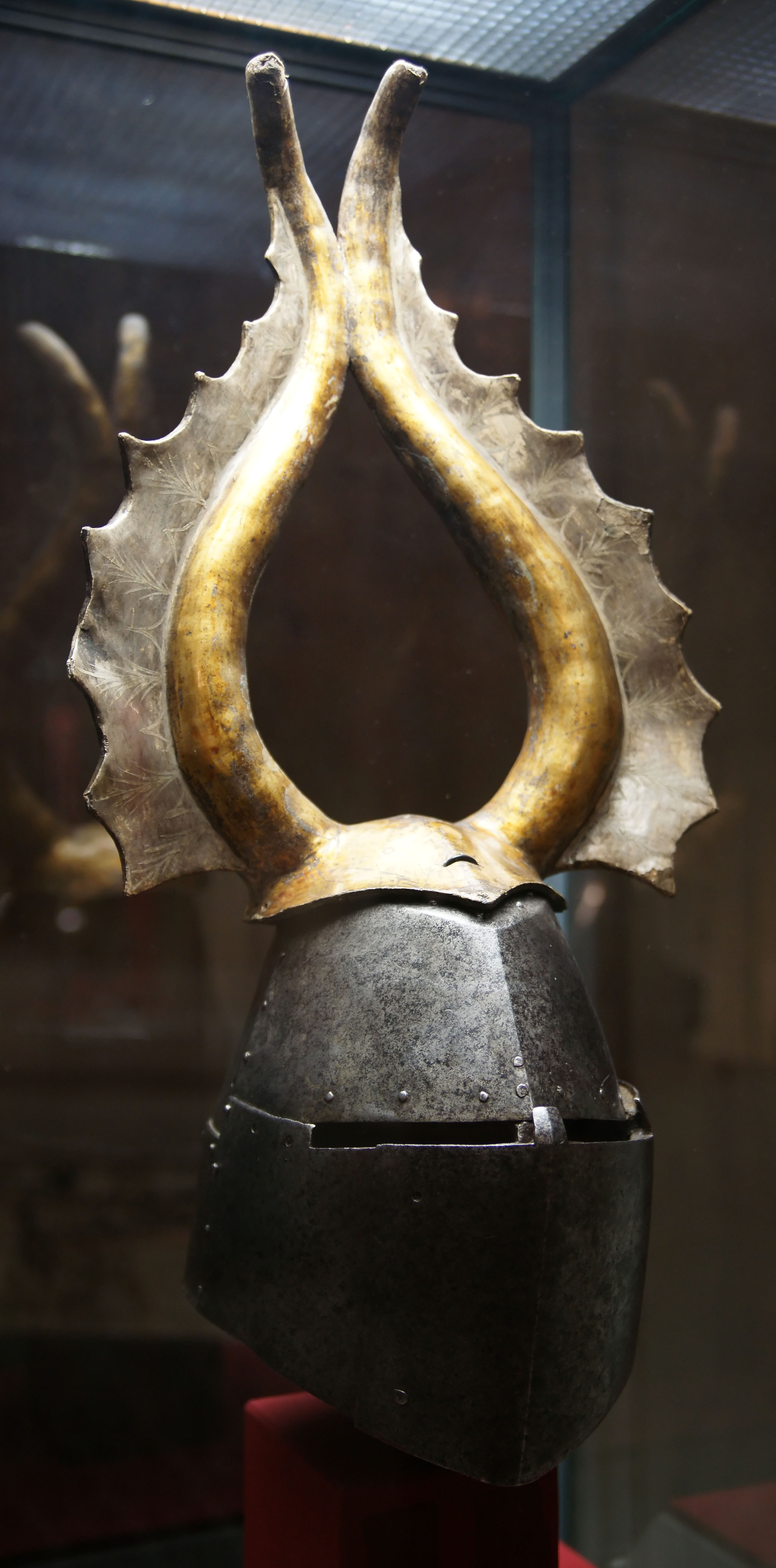
Albert von Pranckhs Kübelhelm, 14. Jh. (Kunsthistorisches Museum in Wien, Österreich)
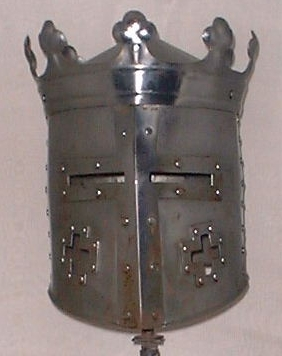
Topfhelm mit Helmkrone (Replikat)
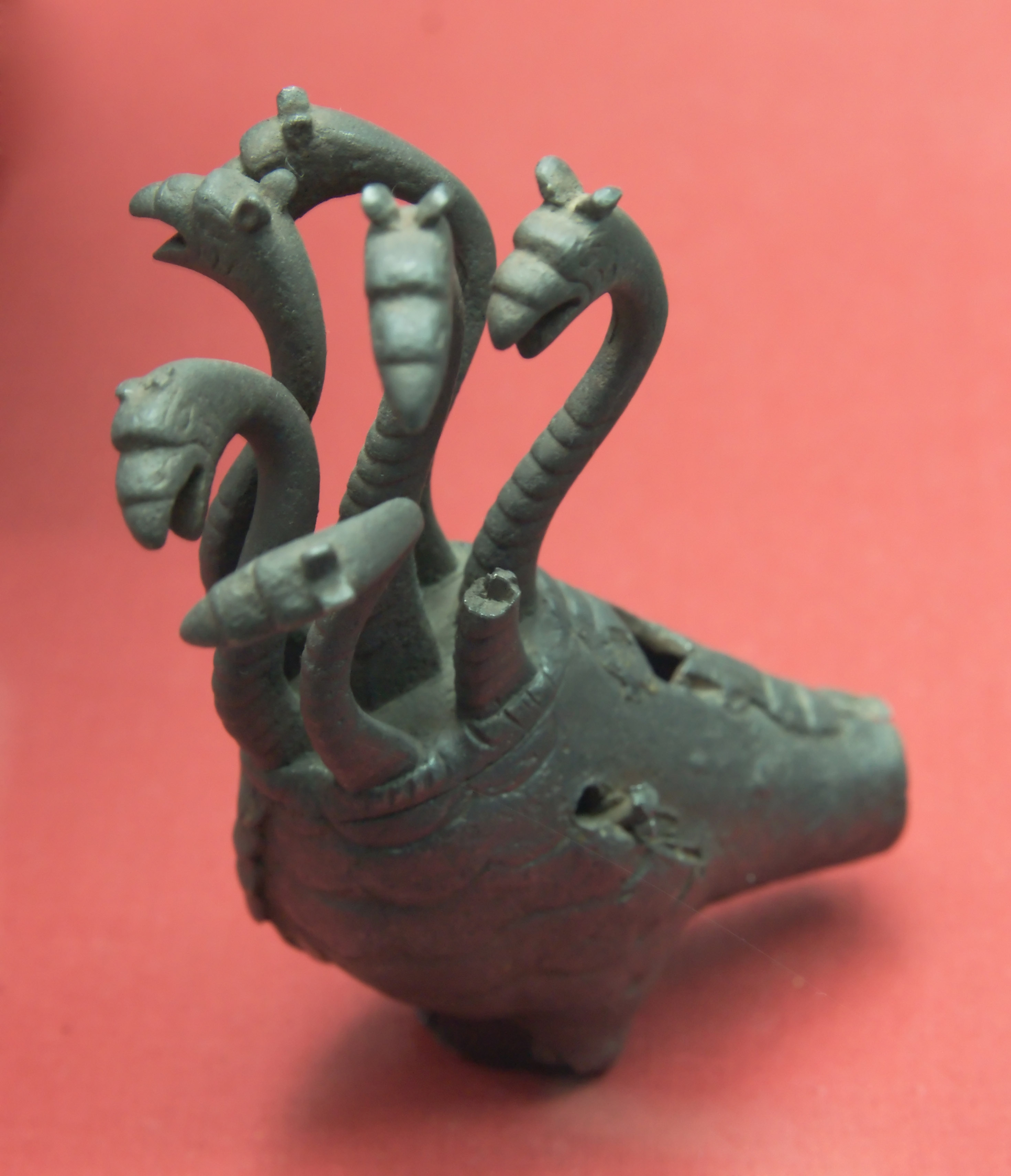
Helmzier in Form einer Hydra (Norditalien, 15. Jahrhundert)
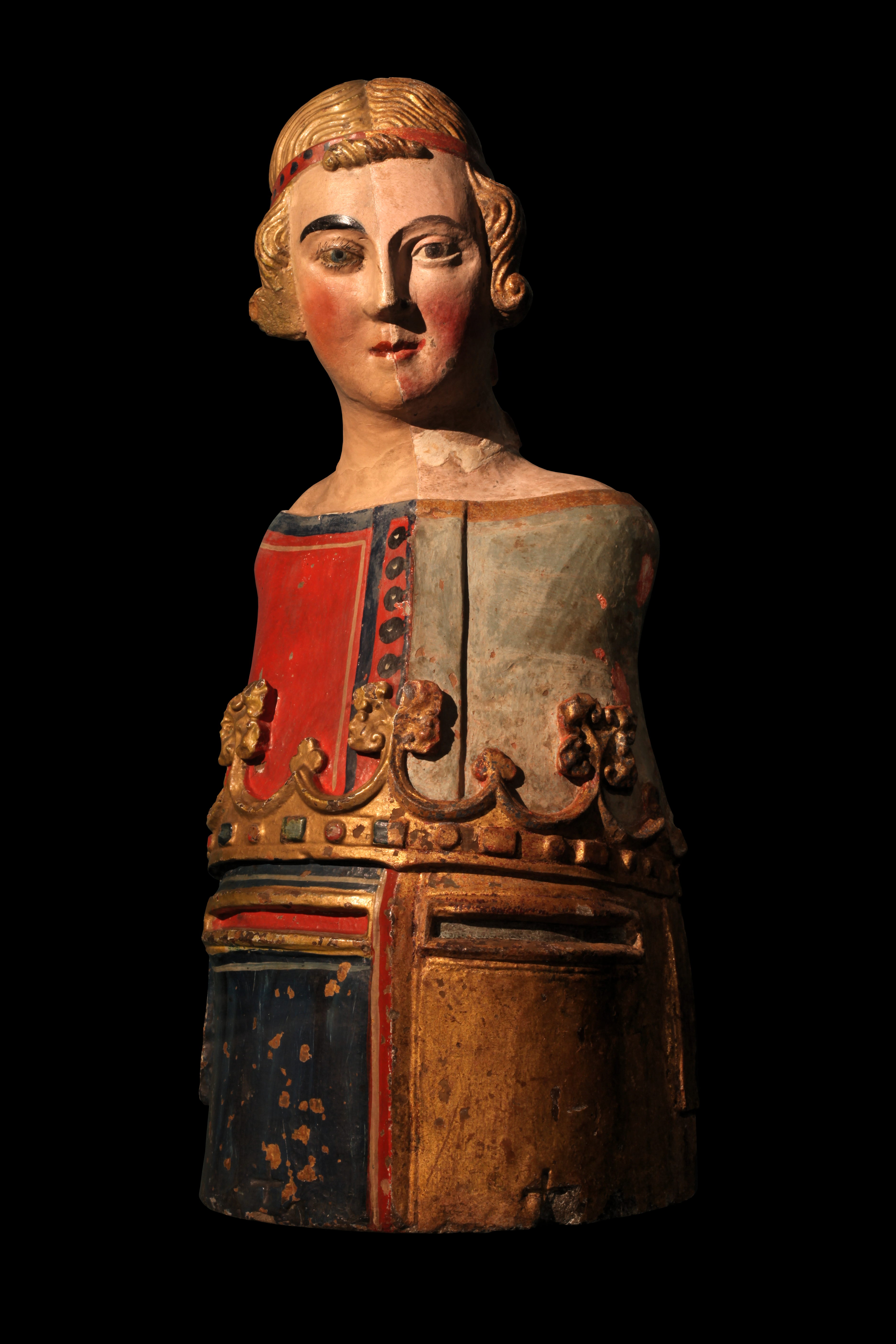
Helmzier (Schweiz, 14. Jahrhundert)
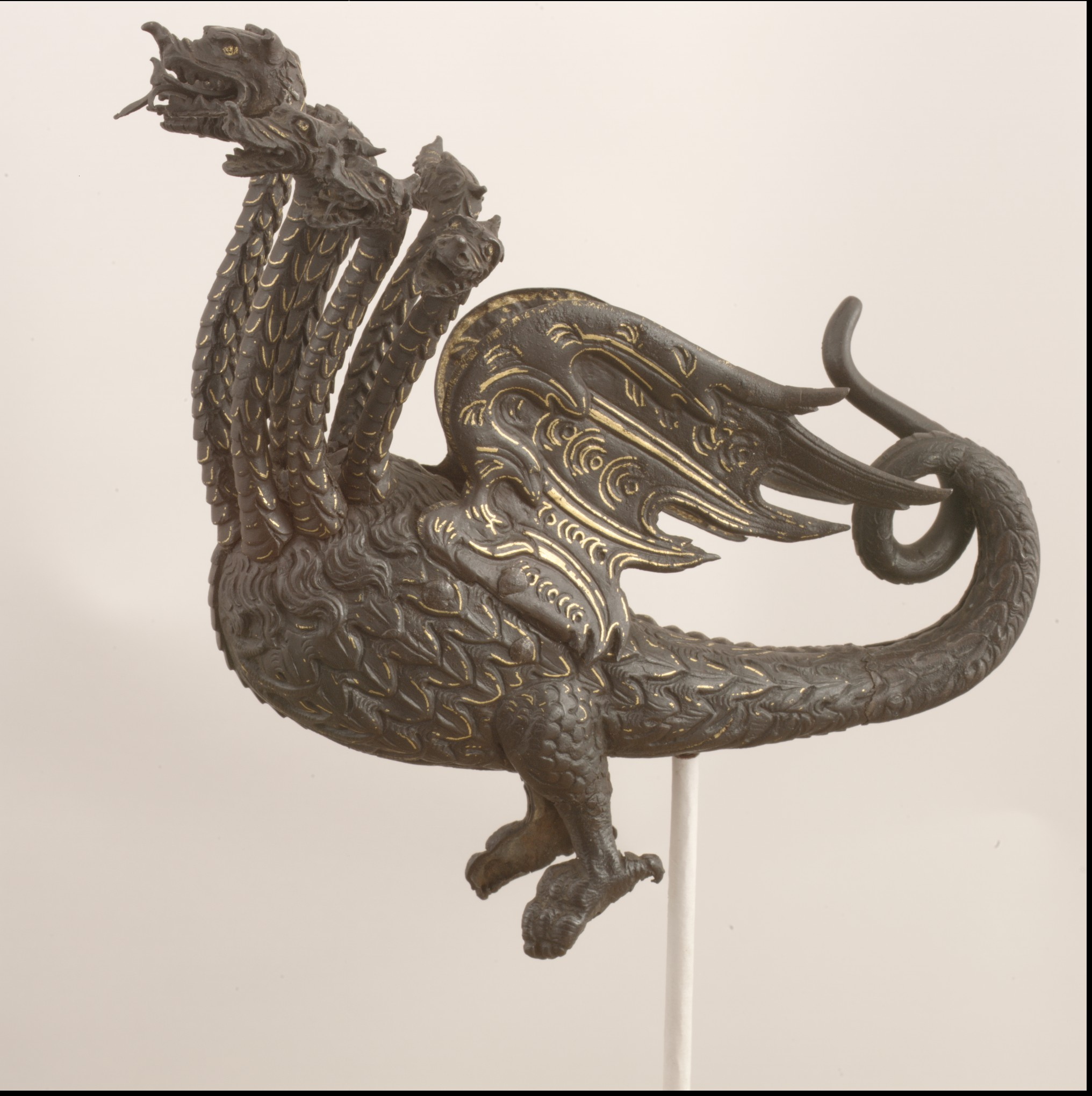
Helmzier aus Mailand um 1560
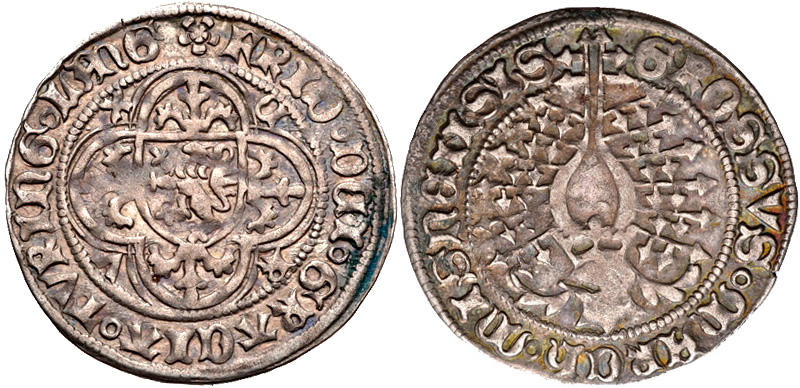
Thüringer- oder Helmgroschen (1405–1411) der Münzstätte Freiberg mit dem Thüringer Helmkleinod

## Darstellung in Wappen
In der Heraldik dient die Helmzier insbesondere dazu, Wappen mit gleichem Schild zu unterscheiden, in der späteren Heraldik auch einzelne Mitglieder, Zweige oder Ansitze einer Familie: Die Helmzier orientiert sich auch an persönlichen Merkmalen. Sie kann auf der Helmdecke und der Helmkrone sitzen oder aus der Decke hervorwachsen. Die Helmzier zusammen mit Helm und Schild bilden sie das Wappen. Erst durch die Helmzier wurde ein Helm wappenmäßig oder heraldisch. Helmzier und Helm werden dem Oberwappen zugeordnet. Je nach Helmzier ist der Wappenhelm normal dem Betrachter zugewandt oder blickt nach vorn (heraldisch rechts, also links im Bild).
Bei einer Wappenvereinigung werden in der nachmittelalterlichen Heraldik im Vollwappen die Helme auf dem vereinigten Schild versammelt. Sind über einem Wappen mehrere Helme, sollte die Ausrichtung der Helmzieren nach der Richtung der Helme erfolgen. Bei zwei Zieren werden diese zueinander gewendet oder abgewendet. Sind drei Helme geschmückt, wird die mittlere unabhängig von den anderen nach vorn dem Betrachter zugedreht.

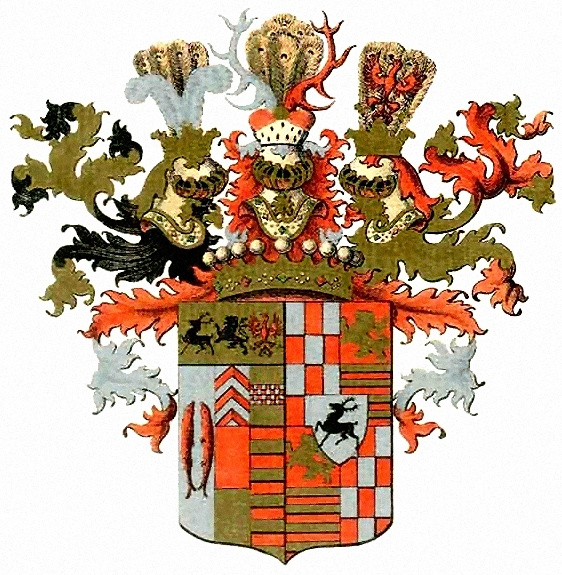
Verschiedene Helmzieren
Badge des Prince of Wales mit drei Straußenfedern in einfacher Krone und dem Wahlspruch „ICH DIEN“ für den Prince of Wales
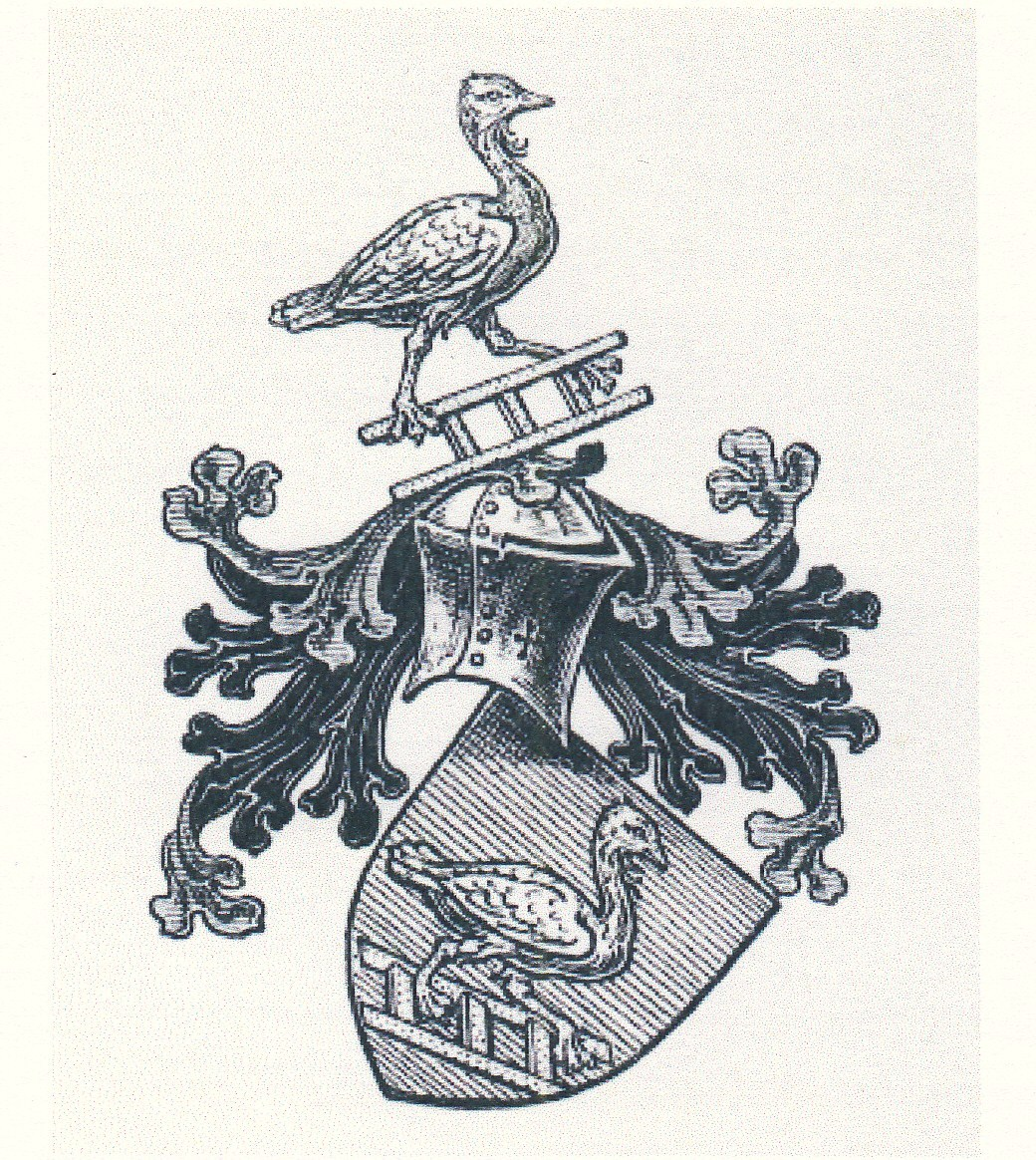
Wappen von Albert und Heinrich Varrentrapp, 1908 Auf der Spitze des Helms wiederholt das Helmkleinod das Wappenbild.

## Beispiele für Motive von Helmzierden
Verbreitete Helmzierden sind:

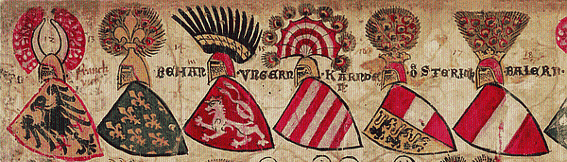
Zürcher Wappenrolle (14. Jh.): Wappen mit Helmzier als heraldisches Nachschlagewerk

- Flug, offen oder geschlossen, als Träger des Wappenbilds
- Schirmbrett als Projektionsfläche des Schildinhaltes
- Federgestell (Federköcher und Federkorb), mit Straußen- und Pfauenfedern
- diverse Kopfbedeckungen, wie Krone, Hut, Inful (Bischofsmütze), Beutelstand, letztere auch als Projektionsfläche des Schildinhaltes
- Fahnen
- Büffelhörner, tingiert oder behängt
- Kleidung von Figuren des Schildbilds
- Menschen oder Wappentiere, als Figur, Puppe (für die Rümpfe wachsender Figuren als Ausdruck gebräuchlich), auch Köpfe
- Schildchen, die das Schildbild wiederholen
- Kissen, offen oder geschlossen, als Träger des Wappenbilds oder Unterlage der eigentlichen Helmzier